# Parkerfield
Parkerfield är en ort i Cowley County i Kansas. Vid 2010 års folkräkning hade Parkerfield 426 invånare.